# 1910 în științifico-fantastic
- 1909 în științifico-fantastic — 1910 în științifico-fantastic — 1911 în științifico-fantastic

1910 în științifico-fantastic a implicat o serie de evenimente:

## Nașteri și decese

### Nașteri
- Otto F. Beer (d. 2002)
- John W. Campbell (d. 1971)
- Kendell Foster Crossen (d. 1981)
- Lloyd Arthur Eshbach (d. 2003)
- Fritz Leiber (d. 1992)
- Harold Mead (d. 1997)
- Sam Merwin jr. (d. 1996)
- Sarban (Pseudonimul lui John W. Wall) (d. 1989)
- Sergei Alexandrowitsch Snegow (d. 1994)
- Hugh Walters (d. 1993)

### Decese
- Gerhard Amyntor (Pseudonimul lui Dagobert von Gerhardt; n. 1831)
- Camille Debans (n. 1833)
- Ludwig Hevesi (Pseudonimul lui Ludwig Hirsch; n. 1843)
- Kurd Laßwitz (n. 1848)
- Paolo Mantegazza (n. 1831)
- Franz Stolze (n. 1836)
- Mark Twain, Pseudonimul lui Samuel Langhorne Clemens (n. 1835)

## Cărți

### Romane
- Când se va trezi Cel-care-doarme (The Sleeper Awakes) de H. G. Wells
- Eternul Adam de Jules & Michel Verne
- Moartea Terrei (La Mort de la Terre) de J.-H. Rosny aîné
- Le Péril Bleu de Maurice Renard
- Zwycięzca (Cuceritorul) de Jerzy Żuławski. Volumul al II-lea al Trylogia Księżycowa (Trilogia Lunară)[2]
- Zakletá země (Țara fermecată) de Karel Hloucha, roman pentru tineret descrie o expediție în Antarctica[3]

### Povestiri
- „Eternul Adam” de Jules & Michel Verne
- „Un nou paradis” de Hans Dominik

## Filme
| Titlu        | Regizor          | Distribuție | Țara | Sub-Gen /Note                                                      |
| ------------ | ---------------- | ----------- | ---- | ------------------------------------------------------------------ |
| Frankenstein | J. Searle Dawley |             |      | A fost prima ecranizare a romanului lui Mary Shelley, Frankenstein |